# Oziothelphusa populosa
Oziothelphusa populosa es una especie de crustáceos decápodos en la familia Parathelphusidae. Es endémica de Sri Lanka. Sus hábitats naturales son bosques húmedos de tierras bajas subtropicales o tropicales y ríos. Es una especie amenazada por pérdida de hábitat. 

## Fuente
- Bahir, M.M., Ng, P.K.L., Crandall, K. & Pethiyagoda, R. 2005. Oziothelphusa populosa. 2006 IUCN Red List of Threatened Species.  10 de agosto de 2007.

- Datos: Q9053745